# 岩松川

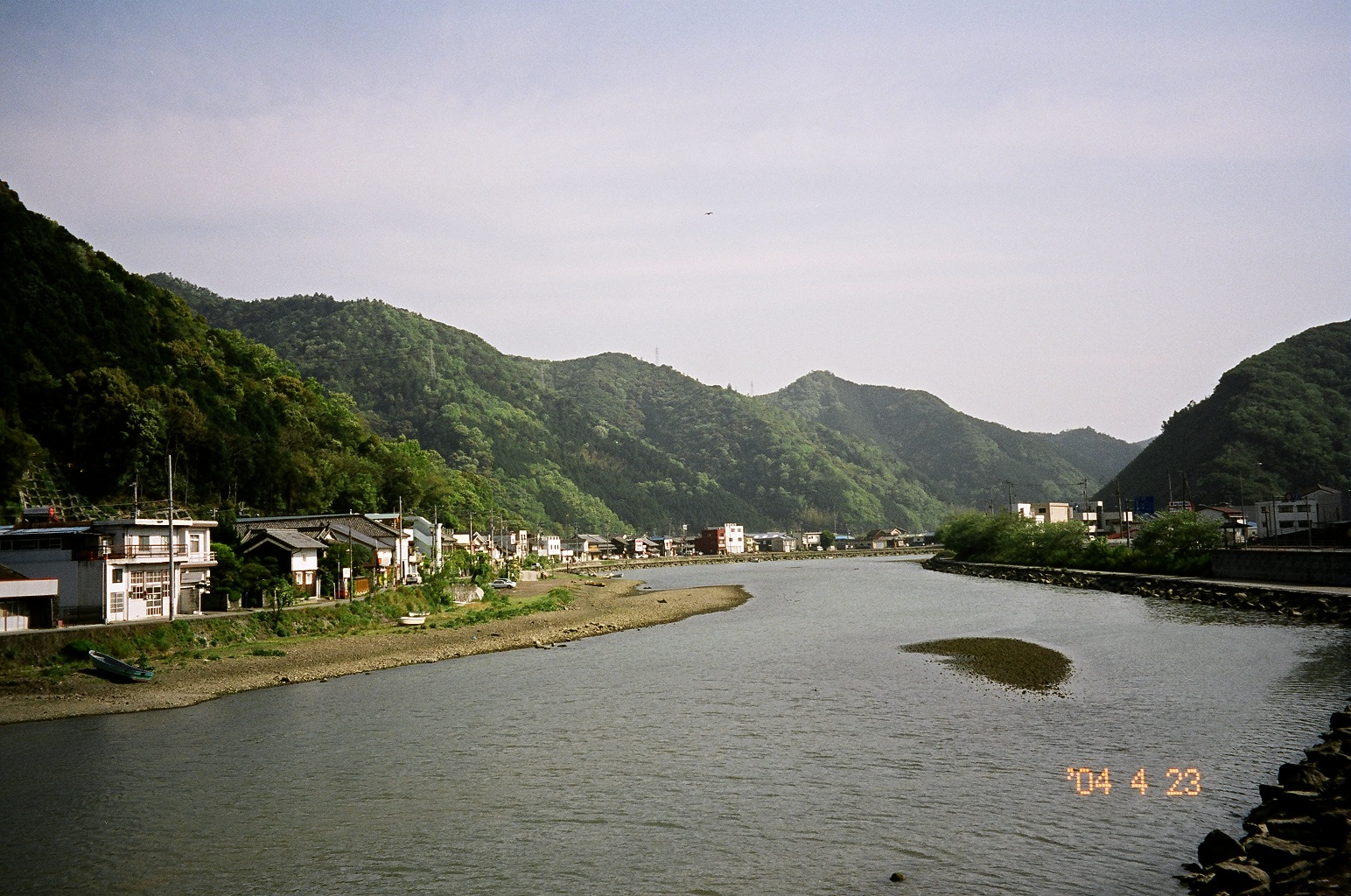
岩松川下流。岩松の町中を流れる

岩松川（いわまつがわ）は、愛媛県にある二級河川である。

## 概要
宇和島市津島町御内にある音無山に端を発する。
上流部には横吹渓谷があり、広葉樹に囲まれ、ニホンザルが生息し、清流には岩松川の大ウナギ（愛媛県指定天然記念物）が生息し、冬には白魚漁やアオサ採りがある。毎年4月から6月まで河口で潮干狩りを行っている。
上流域の支流から河口付近まで愛媛県道4号宿毛津島線が並行し、河口では岩松港がある北灘湾に注ぐ。下流域は、市立津島病院、宇和島市役所津島支所（旧津島町役場）、宇和島市立岩松小学校が立ち並ぶ、旧津島町の中心市街地になっている。

## 主な支川
- 道ノ川 - 同じく音無山を源流として津島町御内で合流
- 神田中の川 - 津島町増穂の南から流下、横吹渓谷の下流で合流
- 御代ノ川 - 鬼が城山の南側から流下、山財ダムを経て津島町山財で合流
- 増穂川 - 津島町増穂から流下、津島町岩渕で合流